# FKコザラ・グラディシュカ
FKコザラ・グラディシュカ（FK Kozara Gradiška）は、ボスニア・ヘルツェゴビナのスルプスカ共和国ボサンスカ・グラディシュカをホームタウンとするサッカークラブである。

## 歴史
1945年に創設された。
1970-71シーズンにクライシュカ地域リーグで優勝してユーゴスラビア・ドルガ・リーガに昇格、1973-74シーズンにHNKリエカ、NKオシエクに次ぐ3位の成績を残したが、1974-75シーズンに降格が決定した。1981年に共和国リーグBiHで優勝してドルガリーガに復帰、1981-82シーズンは12位であったが、1982-83シーズンは最下位に終わり降格した。
1994年にクプ・レプブリケ・スルプスケ決勝でスロガ・ドボイを0-0 (PK 7-6) で破り、初代王者に輝いた。2000年は決勝でスロボダ・ノヴィ・グラードに1-0で勝利、2001年にも決勝でボクシト・ミリチに3-0で勝利して3回目の優勝を果たした。2002年は決勝でFKレオタル・トレビニェに1-2で敗れて準優勝に終わった。
1996年からプルヴァ・リーガRSに所属、2001-02シーズンに2位になり、レオタル・トレビニェ、FKボラツ・バニャ・ルカ、FKグラシナツ・ソコラツ、FKムラドスト・ガツコ、FKルダル・ウグリェヴィクと共にスルプスカ共和国のクラブが参加した最初のプレミイェル・リーガに昇格した。しかし、1シーズンで降格した。
2010-11シーズンにプルヴァ・リーガRSで優勝して8年ぶりにプレミイェル・リーガに復帰した。しかし、最下位に終わり、1シーズンで降格した。

## 獲得タイトル
- プルヴァ・リーガRS：1回
  - 2010-11

- クプ・レプブリケ・スルプスケ：3回
  - 1993-94, 1999-2000, 2000-01

## 歴代所属選手
- オグニェン・オジェゴヴィッチ
- ボリス・ラスプディッチ 2018-